# Antigua-et-Barbuda aux Jeux olympiques d'été de 2020
Antigua-et-Barbuda participe aux Jeux olympiques de 2020 à Tokyo au Japon. Il s'agit de sa 11e participation à des Jeux d'été.

## Athlètes engagés
| Sport      | Hommes | Femmes | Total |
| ---------- | ------ | ------ | ----- |
| Athlétisme | 1      | 1      | 2     |
| Boxe       | 1      | 0      | 1     |
| Natation   | 1      | 1      | 2     |
| Voile      | 0      | 1      | 1     |
| Total      | 3      | 3      | 6     |

## Résultats

### Athlétisme
| Athlète       | Épreuve        | Tour préliminaire | Tour préliminaire | 1er tour | 1er tour | Demi-finale | Demi-finale | Finale   | Finale   |
| Athlète       | Épreuve        | Temps             | Rang              | Temps    | Rang     | Temps       | Rang        | Temps    | Rang     |
| ------------- | -------------- | ----------------- | ----------------- | -------- | -------- | ----------- | ----------- | -------- | -------- |
| Cejhae Greene | 100 m masculin | Exempté           | Exempté           | 10 s 25  | 6e       | Éliminé     | Éliminé     | Éliminé  | Éliminé  |
| Joella Lloyd  | 100 m féminin  | 11 s 55           | 1re               | 11 s 54  | 7e       | Éliminée    | Éliminée    | Éliminée | Éliminée |

### Boxe
| Athlète     | Catégorie              | 1/16e de finale     | 1/8e de finale      | Quart de finale     | Demi-finale         | Finale              | Rang    |
| Athlète     | Catégorie              | Adversaire Résultat | Adversaire Résultat | Adversaire Résultat | Adversaire Résultat | Adversaire Résultat | Rang    |
| ----------- | ---------------------- | ------------------- | ------------------- | ------------------- | ------------------- | ------------------- | ------- |
| Alston Ryan | Légers hommes (-63 kg) | Bachkov Défaite 0-5 | Éliminé             | Éliminé             | Éliminé             | Éliminé             | Éliminé |

### Natation
| Athlète          | Épreuve                   | Séries  | Séries | Demi-finales | Demi-finales | Finale   | Finale   |
| Athlète          | Épreuve                   | Temps   | Rang   | Temps        | Rang         | Temps    | Rang     |
| ---------------- | ------------------------- | ------- | ------ | ------------ | ------------ | -------- | -------- |
| Stefano Mitchell | 100 m nage libre masculin | 51 s 64 | 51e    | Éliminé      | Éliminé      | Éliminé  | Éliminé  |
| Samantha Roberts | 50 m nage libre féminin   | 27 s 63 | 54e    | Éliminée     | Éliminée     | Éliminée | Éliminée |

### Voile
| Athlète       | Compétition  | Régate | Régate | Régate | Régate | Régate | Régate | Régate | Régate | Régate | Régate | Régate | Total net | Rang final |
| Athlète       | Compétition  | 1      | 2      | 3      | 4      | 5      | 6      | 7      | 8      | 9      | 10     | CM     | Total net | Rang final |
| ------------- | ------------ | ------ | ------ | ------ | ------ | ------ | ------ | ------ | ------ | ------ | ------ | ------ | --------- | ---------- |
| Jalese Gordon | Laser Radial | 42     | 43     | 42     | 43     | 41     | 42     | 37     | 42     | 38     | 41     | EL     | 368       | 43e        |